# Krystyna Zając
Krystyna Zając, z d. Wielgat (ur. 28 maja 1955) – polska lekkoatletka, specjalizująca się w biegach długich, medalistka mistrzostw Polski.

## Kariera sportowa
Była zawodniczką Górnika Wałbrzych.
Na mistrzostwach Polski seniorek zdobyła trzy medale, w tym dwa srebrne w biegu przełajowym (w 1978 i w 1979 oraz brązowy w maratonie w 1981. 
Rekordy życiowe
- 800 m – 2:11,3 (1.08.1979)
- 1500 m – 4:22,6 (22.05.1979)